# Корсунська рада
Корсунська рада — козацька рада, яка відбулася 26 жовтня (6 листопада) 1657 у місті Корсуні.
Учасники ради: генеральна старшина, делегати від рядового козацтва і духівництва. На ній були присутні також посли Швеції, Речі Посполитої, Османської імперії, Кримського ханства, Семигорода, Молдови. Корсунська рада 1657 підтвердила рішення попередніх козацьких рад про обрання гетьманом України Івана Виговського.
Під час ради було ратифіковано Корсунський договір — документ про українсько-шведський військово-політичний союз, за умовами якої шведський король Карл Х Густав зобов'язувався домагатися визнання Річчю Посполитою незалежності України. Західноукраїнські землі та Берестейське і Полоцьке воєводства, які перебували під владою Речі Посполитої, мали увійти до складу України-Гетьманщини.
На Корсунській раді ухвалено поновити союзні відносини з Кримським ханством і Османською імперією та укласти перемир'я з Річчю Посполитою. Вона остаточно вирішила питання переорієнтації зовнішньополітичного курсу української держави шляхом припинення союзницьких відносин з Московським царством і укладання воєнно-політичних угод з іншими державами. Але складна внутрішньополітична і зовнішня ситуація не дала змоги реалізувати умови Корсунської ради 1657 та зумовила підписання гетьманом Іваном Виговським Гадяцького договору 1658.

## Пам'ять
Національний банк України 29 вересня 2008 року увів у обіг пам'ятну монету «На шляхах до незалежності. Українсько-шведські воєнно-політичні союзи XVII—XVIII ст.» номіналом 10 гривень, випущену з нагоди укладання українсько-шведських союзів, зокрема Корсунської угоди 1657 року.